# Château fort de Salgo
Le château fort de Salgo (en roumain, cetatea Salgo) se trouve dans le județ de Sibiu, à 2 kilomètres au sud du village de Sibiel.

## Description
La surface du château est relativement modeste, environ 2 000 m2 (65×34 m) et un périmètre de 175 m. La forteresse a été conçue avec des douves de 7,5 m de largeur. Au sud-ouest se trouvait le donjon à base circulaire dont la circonférence atteignait 10,50 m.
Aujourd'hui, tout est à l'état de ruines.

## Histoire
La date de la construction se situe dans la deuxième moitié du XIIe siècle, probablement à la demande du roi Béla IV. 
Affectée en 1322 aux fils de Conrad de Tălmaciu, la forteresse passe sous la contrôle du voïevode de Transylvanie en 1324.
Peu après cette date le château fort n'est plus mentionné dans les documents administratifs.